# 屯門公路
屯門公路（とんもんこうろ）は香港、新界の無料高速道路である。

## 概要

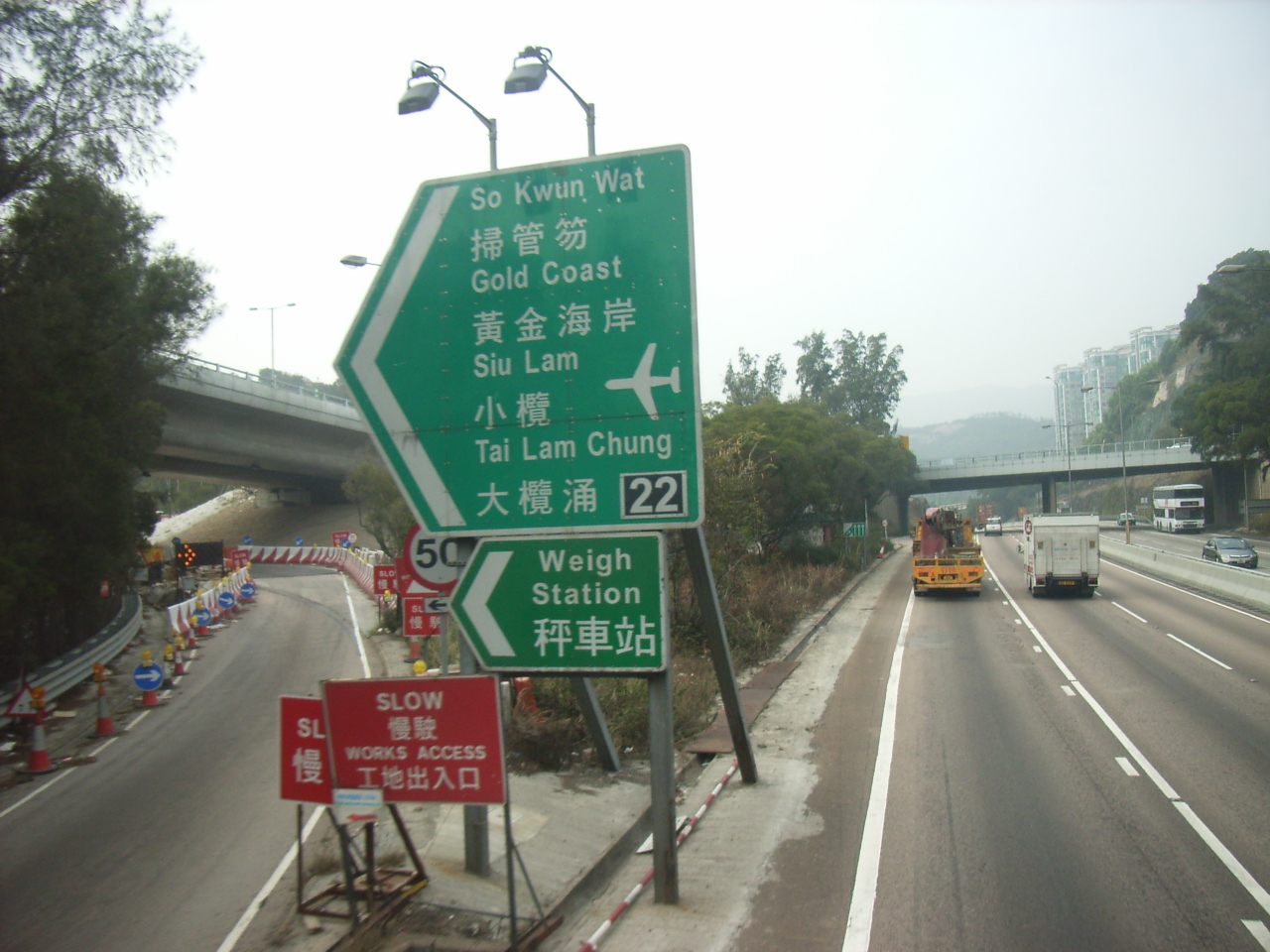
浪琴軒インターチェンジ

本道路の始点は新界西の屯門区虎地であり、終点は新界南の荃湾区柴湾角である。全線片側3車線。
本道路は小欖合流点（交匯處）、深井合流点（交匯處）2つの普通道路との合流点を持ち、それぞれ青山公路（青山道）に繋がっている。本道路を建設する際、複雑な海岸線を持つ地域であることから、山地を越えるため多くのトンネルと橋梁を使用している。建設当初の本道路は起伏も多く、また交通量も飽和状態だったことから1994年、香港政庁は本道路の改善工事を行った。
本道路の内、荃灣段－深井段、友愛村－藍地段は時速70km（44マイル）、深井段－友愛村付近では時速80km（50マイル）の制限速度が設けられている。

## 歴史
- 1978年　建設開始
- 1981年　部分開通
- 1983年　全面開通
- 1994年　全線改善工事

## 事故
- 1995年 - 屯門公路岩石転落事故
新界屯門区の小欖近くの路上で巨大な落石があった。落石は小型トラックに命中し運転手が死亡した。このため、屯門公路は1週間以上も閉鎖された。後に屯門と元朗の住民はこの事故に鑑み鉄道の早期建設を求め住民運動を始めた。
- 2003年7月10日 - 屯門公路2階建てバス転落事故
新界荃湾区の屯門公路の汀九橋段で、2階建てバスの転落事故が発生した。この事故で死者は21人、負傷者20人を数えた。